# After Hours (album de The Weeknd)
Pour les articles homonymes, voir After Hours.
Albums de The Weeknd
The Weeknd in Japan
(2018) The Highlights
(2021)
Singles
1. Heartless
Sortie : 27 novembre 2019
2. Blinding Lights
Sortie : 29 novembre 2019
3. In Your Eyes
Sortie : 24 mars 2020
4. Save Your Tears
Sortie : 9 août 2020

After Hours est le quatrième album studio du chanteur canadien The Weeknd, sorti en 2020.
Principalement produit par le chanteur, il fait appel à divers producteurs, dont DaHeala, Illangelo, Max Martin, Metro Boomin et OPN, avec lesquels il a pour la plupart déjà travaillé. L'édition standard de l'album ne comporte aucun duo, mais l'édition remixes contient des apparitions de Chromatics et Lil Uzi Vert. 
Avant la sortie de l'album, le chanteur confirme qu'After Hours présente des différences stylistiques par rapport au précédent album, Starboy. Les journalistes musicaux notent l'album comme une réinvention artistique, avec l'introduction d'influences new wave et dream pop. L'illustration et l'esthétique de l'album sont décrites comme psychédéliques et inspirées par divers films, tels que Casino, Las Vegas Parano, Joker et Uncut Gems, tandis que son titre est emprunté au film réalisé en 1985 par Martin Scorsese. Sur le plan thématique, l'album explore la promiscuité, les excès et le mépris de soi.
L'album est promu par quatre singles : Blinding Lights, Heartless, In Your Eyes et Save Your Tears, les deux premiers ainsi que le dernier ayant atteint le sommet du classement américain Billboard Hot 100. Les quatre chansons sont certifiées platine et sont classées dans le top 20 du même classement. La chanson homonyme est utilisée pour la promotion de l'album. After Hours bat le record du plus grand nombre de pré-commandes mondiales de l'histoire d'Apple Music, avec plus de 1,02 million d'utilisateurs. 
L'album reçoit majoritairement des critiques très positives de la part des journalistes musicaux, certains le qualifiant de meilleur album de The Weeknd. Il fait ses débuts en tête du Billboard 200 et est resté en tête du classement pendant quatre semaines consécutives. Il a également atteint la première place dans 20 autres pays, dont le Canada, la France, la Suisse et le Royaume-Uni.

## Annonce et premiers extraits
The Weeknd dévoile qu'il travaille sur un nouvel album en novembre 2018, via un concert lors duquel il dit à la foule que « le chapitre VI arrivait bientôt ». Le 12 janvier 2019, Abel Tesfaye, de son vrai nom, continue de révéler le projet en tweetant « no more daytime music » aux fans, ce qui fait croire aux médias qu'il est prêt à poursuivre la musique plus sombre de l'album My Dear Melancholy.
Après un trio de singles collaboratifs tout au long de l'année 2019, le 6 août, il assure ses fans en leur annonçant qu'il travaillait sur son quatrième album studio. Après une période de silence de cinq mois, le chanteur réapparait en novembre 2019 avec une publicité pour Mercedes-Benz, dévoilant le single Blinding Lights. Heartless est ensuite présentée en avant-première lors du septième épisode de l'émission de radio Memento Mori Beats 1 du chanteur, le 27 novembre 2019. Dans les heures précédant la publication de l'émission de radio, le chanteur annonce sur les réseaux sociaux son retour à la musique avec les légendes « the fall starts tomorrow night » (« l'automne commence demain soir ») et « Tonight we start a new brain melting psychotic chapter! Let's go! » (« Ce soir nous commençons un nouveau chapitre psychotique à en retourner le cerveau ! C'est parti ! »). 
Le 13 février 2020, The Weeknd révèle le nom de l'album dans une courte vidéo de 48 secondes. Quelques jours plus tard, la date de sortie de l'album est révélée via les réseaux sociaux. Une semaine avant la sortie de l'album, la liste des titres est dévoilée. Le 19 mars, il avoue dédier l'album à Lance, un fan décédé la veille et animateur du podcast XO. Une édition deluxe de l'album contenant cinq remixes est sortie le 23 mars 2020. Un EP, nommé After Hours Remixes est publié le 3 avril.

## Pochette et esthétique
La pochette et l'esthétique de l'album sont décrites comme psychédéliques et inspirées de divers films, tels que : Las Vegas Parano, Joker, Casino et Uncut Gems, dont l'artiste fait un caméo dans ce dernier. Le titre de l'album est inspiré du film du même nom sorti en 1985 par Martin Scorsese. L'apparence physique de Tesfaye est décrite par les journalistes comme étant marquée de rouge, avec un costume rouge et une coiffure spécifique dans tout le matériel promotionnel de l'album, comme les illustrations, les clips, les teasers et les concerts. La direction artistique générale de l'album est principalement assurée par les frères Tammi, le graphisme étant confié à Aleksi Tammi et la photographie et la direction visuelle à Anton Tammi, qui réalise les clips des singles de l'album et le court-métrage du même titre,. La direction créative de l'album est assurée par La Mar Taylor et Nabil Elderkin s'est chargé de la photographie et de la direction vidéo pour la promotion de l'album version deluxe. Tesfaye poursuit le thème de la Sin City , en résidant dans un casino et en portant un costume noir dans les deux teasers pour les morceaux bonus.

## Promotion

### Tournée
Le 20 février 2020, The Weeknd annonce une tournée en Europe et en Amérique du Nord, initialement prévue pour 2020 mais en raison de la pandémie de coronavirus, les dates sont reportées une première fois pour 2021 puis finalement pour 2022,.

### Mi-temps du Superbowl LV
Le 12 novembre 2020, le chanteur annonce qu'il chantera lors de la mi-temps du Super Bowl LV. Le spectacle a lieu le 7 février 2021 durant environ 12 minutes. Lors de ce spectacle, les danseurs, ayant tous le visage bandé sont habillés comme le chanteur.

### Performances
The Weeknd chante Heartless et Blinding Lights pour la première fois à la télévision sur le plateau de l'émission The Late Show with Stephen Colbert en décembre 2019. Les deux performances reçoivent des commentaires positifs de la part des critiques et du public, et sont comparées à celles de Michael Jackson et de Prince par le passé. Il effectue deux autres performances pour les émissions Jimmy Kimmel Live! et Saturday Night Live,.

### Teaser
Le 13 février 2020, le chanteur publie un teaser de 48 secondes qui annonce le titre de l'album. Les journalistes notent sa ressemblance avec le travail numérique réalisé dans le film Uncut Gems de 2019, dans lequel Tesfaye apparait en caméo. Ce visuel est également comparé aux clips des deux premiers singles de l'album. 
Un court-métrage pour l'album est annoncé pour le 3 mars 2020, et sort le lendemain. Réalisé par Anton Tammi, il reprend le scénario et l'esthétique des visuels de Heartless et Blinding Lights.  Le court-métrage se termine par le meurtre d'un couple dans un ascenseur.

### Singles
Le 27 novembre 2019, le single principal de l'album, Heartless, est sorti sur les services de streaming musical. Le single atteint la première place du Billboard Hot 100 aux États-Unis et devient la quatrième chanson du chanteur à atteindre la première place du classement. Il s'agit également de la deuxième chanson produite par Metro Boomin.
In Your Eyes sort le 24 mars 2020, en tant que troisième single de l'album. La chanson atteint la 16e place du Billboard Hot 100.

### Single promotionnel
Le 18 février 2020, Tesfaye annonce la sortie du single éponyme en révélant la pochette de l'album. 
Le 7 avril 2020, un clip pour le dernier titre de l'album, Until I Bleed Out, est publié.
Snowchild apparaît comme étant un single promotionnel et un clip est lancé le 22 juillet 2020. 
Le chanteur révèle le clip de Too Late, le 22 octobre 2020. 

### Expérience virtuelle
En août 2020, Tesfaye collabore avec le réseau social TikTok pour organiser un streaming en direct, interactif et en réalité augmentée intitulé « The Weeknd Experience » ayant lieu à différentes dates dont la première débute le 7 août 2020. Le concert virtuel comprend plusieurs éléments interactifs, décidés par vote populaire, qui changent le décor du direct. Les visuels 3D présentés comportent des danseurs qui apparaissent avec le chanteur, qui, tout au long de l'expérience virtuelle, voyage dans un monde virtuel avec une décapotable rouge, entouré de lasers.
Une autre expérience virtuelle a lieu en collaboration avec Spotify à la même période. Cette expérience, intitulée « Alone With Me », permet aux utilisateurs d'interagir avec une IA basée sur le chanteur de façon personnalisée. Dans cette expérience, The Weeknd parle et décrit le nombre de fois où l'utilisateur écoute l'album, le nombre de fois où l'utilisateur écoute un titre de l'album, la première chanson de l'artiste qu'il a écouté et enfin depuis combien d'années il s'est « abonné » à l'artiste sur le site de musique. À la fin de l'expérience, l'utilisateur peut écouter l'album.

## Réception critique
L'album reçoit des critiques généralement positives de la part des critiques musicaux. Sur Metacritic, qui attribue une note sur 100, l'album obtient une note moyenne de 80, sur la base de vingt avis favorables. AnyDecentMusic? attribue la note de 7,7 ⁄10. Dans un article de Consequence of Sound, Candace McDuffie félicite l'album en déclarant : « Au fur et à mesure qu'il évolue, il continue à se réinventer, et il sait exactement comment rendre les fans accros au chaos. Et After Hours est la preuve qu'il n'en a pas encore fini avec nous ; en fait, il ne fait que commencer ».
Le critique Jacob Carey d'Exclaim! déclare que « After Hours colle à la vision qu'à The Weeknd de Las Vegas ; un endroit où les excès, le dégout de soi et la promiscuité sont non seulement bienvenus mais encouragés ». Michael Cragg du quotidien britannique The Guardian donne une critique positive, saluant le « sens de la cohésion narrative de l'album », affirmant que « les chansons se mélangent les unes aux autres, avec des références sonores parsemées tout au long de l'album pour mettre de l'ordre dans des histoires qu'auparavant le chanteur aurait laissé se dénouer », ajoutant « En équilibrant les deux côtés de sa personnalité musicale - sans oublier d'ajouter un peu de légèreté à cet adage ennuyeux et de mauvais goût - After Hours semble être le premier album à offrir une vision claire et singulière plutôt que quelque chose de frustrant et abstrait ».

## Controverse des Grammys Awards
Malgré le succès critique et commercial de l'album et de ses singles, The Weeknd ne reçoit aucune nomination à la 63e cérémonie des Grammy Awards, le 24 novembre 2020. Ce comportement provoque une vive controverse et choque les fans, les critiques et Tesfaye lui-même. Il réagit via les réseaux sociaux en qualifiant les Grammys de « corrompus ». Harvey Mason Jr., président par intérim de la Recording Academy, réagit à la réaction du chanteur : 
« Nous comprenons que The Weeknd soit déçu de ne pas avoir été nommé. Je suis surpris et je peux compatir à ce qu'il ressent. Sa musique cette année est excellente, et ses contributions à la communauté musicale et au monde en général sont dignes de l'admiration de tous. Nous sommes ravis d'apprendre qu'il se produit lors du Super Bowl et nous aimerions qu'il se produise également sur la scène des Grammy le week-end précédent l'événement. Malheureusement, chaque année, le nombre de nominations est inférieur au nombre d'artistes méritants. Mais en tant que seul prix musical voté par les internautes, nous continuerons à reconnaître et à célébrer l'excellence dans la musique tout en mettant en lumière les nombreux artistes extraordinaires qui composent notre communauté mondiale. Pour être clair, le vote dans toutes les catégories prend fin bien avant l'annonce de la performance de The Weeknd au Super Bowl, ce qui n'a en aucun cas pu affecter le processus de nomination. Tous les nommés aux Grammy sont reconnus par le corps électoral pour leur excellence, et nous les félicitons tous ». 
En réponse, le chanteur déclare en janvier 2021 que « Écoutez, je m'en fiche personnellement de ne pas être nommé désormais. J'ai 3 grammys qui ne signifient plus rien pour moi. Évidemment, ce n'est pas comme si je voulais absolument un grammy. C'est juste que c'est arrivé, je suis nul pour les discours mais oubliez les remises de prix ». 

## Liste des titres
| 1.    | Alone Again                 | - Abel Tesfaye - Jason Quenneville - Carlo Montagnese - Adam Feeney                       | - Illangelo - The Weeknd - DaHeala - Frank Dukes       | 4:10 |
| 2.    | Too Late                    | - Tesfaye - Queeneville - Montagnese - Eric Frederic                                      | - Illangelo - The Weeknd - DaHeala - Ricky Reed        | 3:59 |
| 3.    | Hardest to Love             | - Tesfaye - Max Martin - Oscar Holter                                                     | - Martin - Holter - The Weeknd                         | 3:31 |
| 4.    | Scared to Live              | - Tesfaye - Ahmad Balshe - Martin - Holter - Daniel Lopatin - Elton John - Bernard Taupin | - Martin - Holter - The Weeknd - Oneohtrix Point Never | 3:11 |
| 5.    | Snowchild                   | - Tesfaye - Balshe - Quenneville - Montagnese                                             | - Illangelo - The Weeknd - DaHeala                     | 4:07 |
| 6.    | Escape from LA              | - Tesfaye - Michael McTaggart - Montagnese - Leland Wayne                                 | - Metro Boomin - The Weeknd - Illangelo                | 5:55 |
| 7.    | Heartless                   | - Abel Tesfaye - Leland Wayne - Carlo Montagnese - Andre Proctor                          | - Metro Boomin - The Weeknd - Illangelo - Dre Moon     | 3:18 |
| 8.    | Faith                       | - Tesfaye - Balshe - Montagnese - Wayne                                                   | - Metro Boomin - The Weeknd - llangelo                 | 4:43 |
| 9.    | Blinding Lights             | - Tesfaye - Ahmad Balshe - Jason Quenneville - Max Martin - Oscar Holter                  | - Martin - Holter - The Weeknd                         | 3:20 |
| 10.   | In Your Eyes                | - Tesfaye - Balshe - Martin - Holter                                                      | - Martin - Holter - The Weeknd                         | 3:57 |
| 11.   | Save Your Tears             | - Tesfaye - Balshe - Quenneville - Martin - Holter                                        | - Martin - Holter - The Weeknd                         | 3:35 |
| 12.   | Repeat After Me (interlude) | - Tesfaye - Kevin Parker - Lopatin                                                        | - Parker - The Weeknd - Oneohtrix Point Never          | 3:15 |
| 13.   | After Hours                 | - Tesfaye - Balshe - Montagnese - Quenneville - Mario Winans                              | - Illangelo - The Weeknd - DaHeala - Winans            | 6:01 |
| 14.   | Until I Bleed Out           | - Tesfaye - Mejdi Rhars - Austin Paoli - Wayne - Lopatin                                  |                                                        | 3:10 |
| 56:14 |                             |                                                                                           |                                                        |      |

| Pistes bonus Deluxe | Pistes bonus Deluxe | Pistes bonus Deluxe                         | Pistes bonus Deluxe                 | Pistes bonus Deluxe | Pistes bonus Deluxe | Pistes bonus Deluxe | Pistes bonus Deluxe | Pistes bonus Deluxe | Pistes bonus Deluxe |
| No                  | Titre               | Auteur                                      | Producteurs                         | Durée               |                     |                     |                     |                     |                     |
| ------------------- | ------------------- | ------------------------------------------- | ----------------------------------- | ------------------- | ------------------- | ------------------- | ------------------- | ------------------- | ------------------- |
| 15.                 | Nothing Compares    | - Tesfaye - Balshe - Quenneville - Frederic | - DaHeala - Ricky Reed - The Weeknd | 3:42                |                     |                     |                     |                     |                     |
| 16.                 | Missed You          | - Tesfaye - Quenneville                     | - DaHeala - The Weeknd              | 2:24                |                     |                     |                     |                     |                     |
| 17.                 | Final Lullaby       | - Tesfaye - Quenneville                     | - DaHeala - The Weeknd              | 3:05                |                     |                     |                     |                     |                     |
| 65:25               |                     |                                             |                                     |                     |                     |                     |                     |                     |                     |

## Clips vidéos
- Heartless : 3 décembre 2019
- Blinding Lights : 21 janvier 2020
- In Your Eyes : 23 mars 2020
- Until I Bleed Out : 7 avril 2020
- Save Your Tears : 5 janvier 2021

## Crédits
Crédits adaptés de Tidal
Musiciens
- Metro Boomin : claviers (piste 7), programmation (piste 7)
- The Weeknd : claviers, programmation (pistes 7, 9, 13), basse, guitare, batterie (piste 9)
- Max Martin : basse, batterie, guitare, claviers, programmation (piste 9)
- Oscar Holter (en) : basse, batterie, guitare, claviers, programmation (piste 9)
- Illangelo : claviers, programmation (piste 13)
- DaHeala (en) – claviers, programmation (piste 13)

Technique
- Illangelo : ingénieur du son, mixage (pistes 7, 13)
- Shin Kamiyama : ingénieur du son (pistes 7, 9, 13)
- Serban Ghenea : mixage (piste 9)
- John Hanes : ingénieur du son, mixage (piste 9)
- Cory Bice : ingénieur du son assistant (piste 9)
- Jeremy Lertola : ingénieur du son assistant (piste 9)
- Sean Klein – ingénieur du son assistant (piste 9)
- Dave Kutch – mastering (pistes 7, 9, 13)
- Kevin Peterson – mastering (pistes 7, 9, 13)

## Classements et certifications
| Classement (2020)                   | Meilleure position |
| ----------------------------------- | ------------------ |
| Allemagne (Media Control AG)        | 5                  |
| Australie (ARIA)                    | 1                  |
| Belgique (Flandre Ultratop)         | 1                  |
| Belgique (Wallonie Ultratop)        | 2                  |
| Canada (Canadian Albums)            | 1                  |
| Croatie (Top Lista)                 | 4                  |
| Corée du Sud (Gaon)                 | 73                 |
| Danemark (Tracklisten)              | 1                  |
| Écosse (OCC)                        | 2                  |
| Espagne (Promusicae)                | 3                  |
| Estonie (Eesti Tipp-40)             | 1                  |
| États-Unis (Billboard 200)          | 1                  |
| États-Unis (Top R&B/Hip-Hop Albums) | 1                  |
| États-Unis (Rolling Stone Top 200)  | 1                  |
| Finlande (Suomen virallinen lista)  | 1                  |
| France (SNEP)                       | 2                  |
| Grèce (IFPI Greece)                 | 9                  |
| Hongrie (Mahasz)                    | 11                 |
| Irlande (IRMA)                      | 1                  |
| Islande (Plötutíðindi)              | 1                  |
| Italie (FIMI)                       | 1                  |
| Japon (Billboard Japan Hot Albums)  | 76                 |
| Japon (Oricon)                      | 41                 |
| Lettonie (LAIPA)                    | 2                  |
| Lituanie (Agata)                    | 1                  |
| Mexique (AMPROFON)                  | 1                  |
| Norvège (VG-lista)                  | 1                  |
| Nouvelle-Zélande (RIANZ)            | 1                  |
| Pays-Bas (Mega Album Top 100)       | 1                  |
| Pologne (ZPAV)                      | 8                  |
| Portugal (AFP)                      | 2                  |
| Tchéquie (IFPI)                     | 1                  |
| Royaume-Uni (UK Albums Chart)       | 1                  |
| Royaume-Uni (R&B Albums)            | 1                  |
| Slovaquie (ČNS IFPI)                | 1                  |
| Suède (Sverigetopplistan)           | 1                  |
| Suisse (Schweizer Hitparade)        | 1                  |

| Classement (2020)                   | Position |
| ----------------------------------- | -------- |
| Canada (Canadian Albums)            | 4        |
| États-Unis (Billboard 200)          | 8        |
| États-Unis (Top R&B/Hip-Hop Albums) | 6        |
| Nouvelle-Zélande (RMNZ)             | 26       |

### Certifications
| Région | Certification | Ventes/Streams |
| --- | ------------- | -------------- |
| Brésil (ABPD) | Platine       | 40 000*        |
| Canada (Music Canada) | Platine       | 80 000^        |
| Danemark (IFPI) | Platine       | 20 000^        |
| États-Unis (RIAA) | 3 × Platine   | 3 000 000^     |
| France (SNEP) | Diamant       | 500 000*       |
| Italie (FIMI) | Or            | 25 000*        |
| Mexique (AMPFV) | Or            | 30 000^        |
| Norvège (IFPI) | 2 × Platine   | 40 000*        |
| Nouvelle-Zélande (RMNZ) | Platine       | 15 000^        |
| Pologne (ZPAV) | Or            | 10 000*        |
| Portugal (AFP) | Or            | 7 500x         |
| Royaume-Uni (BPI) | Or            | 100 000^       |
| *Ventes selon la certification ^Mise en rayon selon la certification xNon précisé par la certification ‡ventes/streaming selon la certification |               |                |

## Historique de sortie
| Région | Date            | Format                            | Version              | Label(s)        | Réf.    |
| ------ | --------------- | --------------------------------- | -------------------- | --------------- | ------- |
| Divers | 20 mars 2020    | - CD - téléchargement - streaming | Standard             | - XO - Republic | [ 119 ] |
| Divers | 23 mars 2020    | - Téléchargement - streaming      | Deluxe (original)    | - XO - Republic | [ 120 ] |
| Divers | 30 mars 2020    | - Téléchargement - streaming      | Deluxe (mise à jour) | - XO - Republic | [ 121 ] |
| Divers | 3 avril 2020    | - Téléchargement - streaming      | Remix EP             | - XO - Republic |         |
| Divers | 5 juin 2020     | - LP                              | Standard             | - XO - Republic | [ 122 ] |
| Divers | 12 juin 2020    | - Cassette                        | Standard             | - XO - Republic | [ 123 ] |
| Divers | 10 juillet 2020 | - CD - LP - cassette              | Deluxe               | - XO - Republic | ,       |